# Christuskirche Althofen

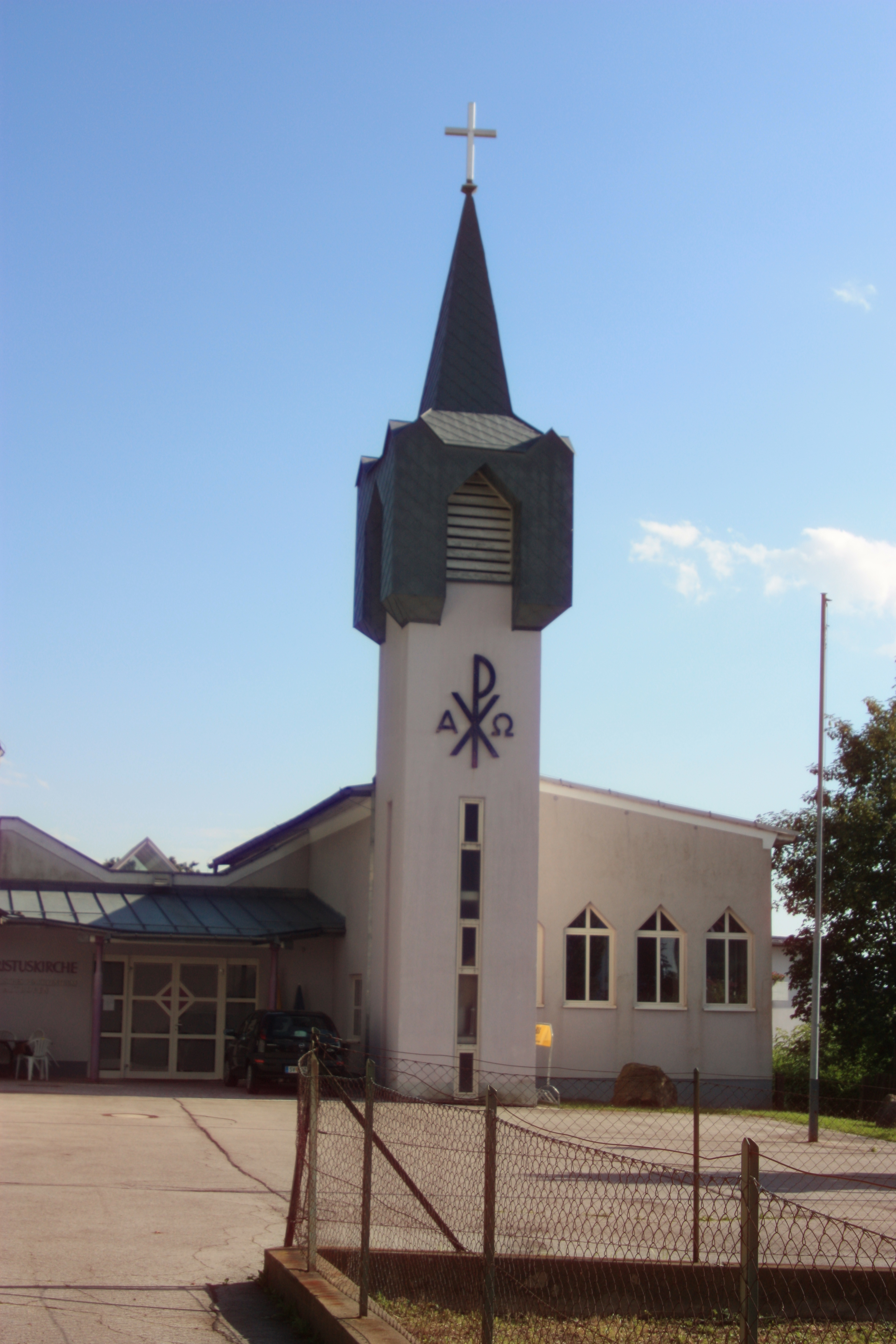
Pfarrzentrum Althofen mit Kirche und Paulussaal

Die Christuskirche Althofen ist eine evangelische Kirche in Althofen, Kärnten. Sie ist Pfarrkirche der Pfarrgemeinde A. und H.B. Althofen der Evangelischen Superintendentur A.B. Kärnten und Osttirol, mit Friesach, Weitensfeld und Hüttenberg.

## Geschichte

### Gemeinde
Die Evangelische Pfarrgemeinde Althofen ist eine typische Diasporagemeinde.
Das Gemeindegebiet umfasst Teile des Görtschitztales, das Krappfeld mit Althofen, das Gurktal, das Metnitztal mit Friesach und damit beinahe 1000 km², das sind über 10 % der Fläche Kärntens.
Von den heute etwa 28.000 Einwohnern des Gemeindegebietes gehören 700 der evangelischen Kirche an. Damit liegt der Anteil der Evangelischen im gesamten Gemeindegebiet mit weniger als 3 % deutlich unter dem Durchschnitt in Kärnten, der etwas weniger als 10 % beträgt.

Diese Zerstreutheit ist Folge der Gegenreformation, die in Österreich unter den Habsburgern besonders energisch betrieben wurde. Nachdem der Protestantismus auch in Kärnten bereits sehr verbreitet war, wurde er ab dem Ende des 16. Jahrhunderts mit Gewalt bekämpft.
In Kärnten und der Steiermark wirkte zu dieser Zeit besonders der berüchtigte Bischof von Seckau, Martin Brenner (auch der „Ketzerhammer“ genannt). Im Zuge der Gegenreformation mussten zahlreiche Kärntner unter anderem auch nach Siebenbürgen auswandern. Erst ab dem Toleranzpatent Josephs II. 1781 und endgültig dem Protestantenpatent Franz Josephs 1861 war Religionsausübung frei.
Die Pfarre Klagenfurt errichtete 1901 die evangelische Predigtstation Treibach (die Stadt heißt heute Althofen). Nach dem Bau der evangelischen Kirche in St. Veit an der Glan (1910–1912) gehörte Althofen lange zur Pfarre St. Veit. 1954 wurde ein Pfarrhaus in Althofen gebaut, 1957 schließlich wurde Althofen zur eigenständigen Pfarrgemeinde. 1963 wurde die Christuskirche erbaut, und 1993  zum Pfarrzentrum erweitert, jeweils mit Unterstützung durch das österreichische und das deutsche Gustav-Adolf-Werk.
Die Pfarre umfasst heute vier Predigtstationen: das Pfarrzentrum in Althofen, die Martin-Luther-Kirche in Friesach (1984 eingeweiht), die Waldkapelle Weitensfeld (1998 errichtet) und Hüttenberg (im Kultursaal der Marktgemeinde).
In der Pfarrgemeinde Althofen dienten in den letzten 50 Jahren Pfarrer Carl Rathke (1954–1964), Geert Lohmann (1964–1976), Hans-Joachim Freund (1978–2016) und Gregor Schmoly (2016–2021) als Seelsorger, Prediger und Religionslehrer. Aktuell wird die Pfarrgemeinde durch Pfarrerin Renate Moshammer aus Wolfsberg administriert.
Die Pfarre hat eine langjährige Partnerschaft mit der evangelischen Kirchengemeinde in Tamm in Baden-Württemberg.

## Baubeschreibung
Das Evangelische Pfarrzentrum liegt südlich des Hauptplatzes am Lorberkogel, an der Silbereggerstraße (L82, Hnr. 7)
Die Kirche wurde 1963 erbaut und stellt sich als schlichter Saal mit Satteldach und oben angespitzten Sprossenfenstern dar.
1993 wurde stirnseitig ein Kirchturm errichtet, der, im Geist der Postmoderne, einem mittelalterlichen Wehrturm nachempfunden ist, weiß mit einem in Dunkelbraun gehaltenen Turmkopf mit Eckerkerwerk und Spitzhelm. Die Front ziert ein schmalrechteckiges Buntglasfenster, und darüber ein großes Pax-Christi-Symbol (Chi-Rho/Alpha-Omaga).
1993 wurde auch das Ensemble des 1954 erbauten Pfarrsaales und der Kirche mit dem Paulussaal als Gemeindesaal geschlossen.